# Henryk Derczyński
Henryk Derczyński (ur. w 1906, zm. 1981) – polski artysta fotograf uhonorowany tytułami Artiste FIAP oraz Excellence FIAP. Prezes Zarządu Głównego Polskiego Towarzystwa Fotograficznego. Członek Związku Polskich Artystów Fotografików.

## Życiorys
Henryk Derczyński od 1928 roku był członkiem Polskiego Towarzystwa Fotograficznego. W latach 1940–1945 był związany z Piotrkowem Trybunalskim, gdzie prowadził własny zakład fotograficzny. W 1948 roku zamieszkał we Wrocławiu, gdzie od 1954 roku podjął pracę jako kierownik pracowni fotograficznej w Muzeum Śląskim – obecnym Muzeum Narodowym we Wrocławiu. Szczególne miejsce w twórczości Henryka Derczyńskiego zajmowała fotografia wykonywana w technice izohelii wynalezionej przez Witolda Romera oraz technice izobromu, będącej rozwinięciem techniki izohelii, wymyślonym przez samego Derczyńskiego. Był członkiem Polskiego Towarzystwa Fotograficznego, w którym od 1950 roku pełnił funkcję prezesa Zarządu Głównego PTF. 
W 1952 roku Henryk Derczyński został przyjęty w poczet członków rzeczywistych Okręgu Śląskiego Związku Polskich Artystów Fotografików (legitymacja nr 144). W późniejszym czasie został członkiem honorowym ZPAF. Henryk Derczyński jest autorem i współautorem wielu wystaw fotograficznych; indywidualnych, zbiorowych, poplenerowych, pokonkursowych. Brał aktywny udział w Międzynarodowych Salonach Fotograficznych, organizowanych (m.in.) pod patronatem FIAP, zdobywając wiele medali, nagród, wyróżnień, dyplomów, listów gratulacyjnych. Jego fotografie były prezentowane m.in. w Bułgarii, Chile, Chinach, Rumunii, Związku Radzieckim i w Polsce. 
Pokłosiem udziału w Międzynarodowych Salonach Fotograficznych (pod patronatem FIAP) było przyznanie Henrykowi Derczyńskiemu (w 1958 roku) tytułu honorowego Artiste FIAP (AFIAP) oraz (w 1959 roku) tytułu Excellence FIAP (EFIAP) – tytułów nadanych przez Międzynarodową Federację Sztuki Fotograficznej FIAP, obecnie z siedzibą w Luksemburgu. Prace Henryka Derczyńskiego znajdują się w zbiorach Ossolineum – Zakładu Narodowego im. Ossolińskich.